# Comuna Sucevița, Suceava
Sucevița este o comună în județul Suceava, Bucovina, România, formată din satele Sucevița (reședința) și Voievodeasa. Aici se află Mănăstirea Sucevița.
Fürstenthal a fost o colonie germană din Bucovina, înființată la începutul sec. al XIX-lea, cu germani originari din Boemia. Aici a funcționat o fabrică de sticlă, din 1803 până în 1888, când a fost distrusă de un incendiu. Localitatea a avut statut de comună până în anul 1942, când, prin Ordinul Preturii Plășii Ștefan Vodă nr. 682/1942, a devenit sat component al comunei Sucevița.

## Întemeierea satului Voivodeasa (Furstenthal).
Sursa de informare este medicul personal al Împăratului Iosif al II-lea al Austriei și alte documente aflate la Arhivele Statului-Suceava.Fundația”Ștefan cel Mare”Voivodesa,deține în original harta fizică (17 Nov.1865),harta politică(NOV.1940) a fostei comune Voivodeasa(denumire corectă)la întemeierea localității,istoricul Obeliscului Prințului Rudolf din Casa Imperială  a Împăratului Austriei(1887)cu numele și prenumele locuitorilor ce au contribuit l-a construirea monumentului,precum și sumele de bani ce au fost donate și un document ce reprezintă harta Bucovinei în hotarele ei firești din anul 1939,documentul originar  aflîndu-se în arhiva Cancelariei Austruiei.Capul Prințului Rudolf din partea superioară a Obeliscului și plăcile de plumb amplasate pe monument sunt păstrat în podul din Școala Sucevița,jud.Suceava.Lanțurile celor patru colțuri ale monumentului au fost distruse.
Toate aceste documente au fost aduse în România de o familie germană în anul 1987 și înmînate locuitorului Halip Traian-Ioan în curtea casei lui Zaremba Grigore din Voivodeasa,un bun gospodar și cunoscător al istoricului acestei localități.
În anul 1775,după Pacea de la Kuciuk-Koinoschi,Imperiul Otoman a cedat Imperiului Habsburgic partea de nord a Moldovei care v-a fi  botezată de acești habsburgi”BUCOVINA”-Țara fagilor,teritoriu ce v-a fi sub stăpînire habsburgică pînă în anul 1918.La data de 14-19 iulie 1783,Împăratul Iosif al II-lea,la 8 ani după ocupația acestui ținut romînesc,face o vizită în Bucovina trecînd prin frumoasa vale a Voivodesei spre Sucevița.Fiind deosebit de impresionat de peisaj,de aerul ozonat,de pădurile de brad și molid,medicul lui personal, îi propune Împăratului,înființarea aici a unei stațiuni climaterice.Împăratului,i-a plăcut propunerea însă,a hotărît ca aici, să înființeze o colonie germană,stațiunea fiind înființată în localitatea Solca.Din mărturiile locuitorilor mai vîrstnici,aflăm că în Voivodeasa,veneau turiști cu afecțiuni ale căilor respiratorii.Din documentele existente,se știe cu precizie că, în anul 1803,Voivodeasa,a fost definitivată în comună de sine-stătătoare,prin colonizarea cu etnici germani aduși din Boemia,respectiv 20 de familii cu aprox.80 de suflete.Localitatea capătă numele de ”FURSTENTHAL”(furst-voivod,principe) iar (tal-vale),deci însemna Valea Voivodului.
Odată cu terminarea primului război mondial,în anul 1918,și a evenimentelor care sînt cunoscute ,România,î-și întregește toate teritoriile locuite de români de la Nistru pînă la Tisa.
În Noiembrie 1918,Bucovina,revine în granițile României Mari, deci, și Comuna FURSTENTHAL intră în componența statului  român și de acum  este cunoscut sub numele de VOIVODEASA.Dacă pînă în anul 1918 în comuna Furstenthal ca și în Bucovina,limba oficială era limba germană,din 1918 în Voivodeasa este introdusă Limba română ca limbă a oficialităților.Comunitatea și-a continuat viața prosperă  în cadrul statului român.
Odată cu venirea lui Hitler l-a putere în Germania,politica privind minoritățile germane de pretutindeni ia întorsături dramatice ,printre altele și aceia de a-i sprijinii pe etnicii germani sub toate formele să emigreze înspre acea Mare și Veșnică Germanie.Această politică s-a intensificat după începutul celui de-al doilea război mondial.În întraga Bucovină,trăiau atunci în jur de 12.000 de germani,mulți emigrînd în Germania.Mulți locuitori din Voivodeasa la fel ca și mulți germani din Bucovina,au plecat în urma Convenției semnate între Germania și România la data de 23 Septembrie 1940 iar în cerere era stipulate și condițiile de plecare astfel că în Decembrie 1944 a plecat ultimul eșalon de germani.Din Comuna Voivodeasa,au plecat 476 de familii cu 1954 de suflete.După 137 de ani de convețuire pașnică și prosperă cu românii,propaganda nazistă i-a dezrădăcinat pe etnicii germani părăsindu-și gospodăriile chibzuit construite și bine înstăriți luîndu-și cu ei cca.550 Kg din avut,plecînd în necunoscut într-o aventură complet necunoscută.
Comuna Voivodeasa,astfel depopulată,a fost colonizată din nou de astă dată cu familii de romîni mai ales din comuna Sucevița,comuna Marginea și din împrejurimi mai îndepărtate.
Aici au rămas doar 7 (șapte ) familii de germani cu 31 de suflete.
Odată cu împroprietărirea din 1942 prin Ordinul Primăriei Bucovina,Directoratul Afacerilor AdministrativeNr.7158/1942 și Ordinul Nr.682/1942,comuna Voivodeasa a fost desființată,declarată SAT și lipită ( nu contopită ) de Comuna Sucevița.
Conform recensământului efectuat în 2011, populația comunei Sucevița se ridică la 2.762 de locuitori, în creștere față de recensământul anterior din 2002, când se înregistraseră 2.583 de locuitori. Majoritatea locuitorilor sunt români (87,55%), cu o minoritate de romi (9,27%). Pentru 2,97% din populație, apartenența etnică nu este cunoscută.
Din punct de vedere confesional, majoritatea locuitorilor sunt ortodocși (69,59%), dar există și minorități de penticostali (19,91%), baptiști (3,84%) și romano-catolici (2,82%). Pentru 3,01% din populație, nu este cunoscută apartenența confesională.

## Demografie
Componența etnică a comunei Sucevița
     Români (77,54%)
     Romi (8,25%)
     Alte etnii (0,4%)
     Necunoscută (13,81%)
Componența confesională a comunei Sucevița
     Ortodocși (60,44%)
     Penticostali (20,67%)
     Baptiști (2,18%)
     Romano-catolici (1,03%)
     Alte religii (1,31%)
     Necunoscută (14,37%)
Conform recensământului efectuat în 2021, populația comunei Sucevița se ridică la 2.520 de locuitori, în scădere față de recensământul anterior din 2011, când fuseseră înregistrați 2.762 de locuitori. Majoritatea locuitorilor sunt români (77,54%), cu o minoritate de romi (8,25%), iar pentru 13,81% nu se cunoaște apartenența etnică. Din punct de vedere confesional, majoritatea locuitorilor sunt ortodocși (60,44%), cu minorități de penticostali (20,67%), baptiști (2,18%) și romano-catolici (1,03%), iar pentru 14,37% nu se cunoaște apartenența confesională.

## Politică și administrație
Comuna Sucevița este administrată de un primar și un consiliu local compus din 13 consilieri. Primarul, Liviu Bodnarescu[*], de la Partidul Național Liberal, este în funcție din 1 noiembrie 2024. Începând cu alegerile locale din 2024, consiliul local are următoarea componență pe partide politice:
|  | Partid                    | Consilieri | Componența Consiliului | Componența Consiliului | Componența Consiliului | Componența Consiliului | Componența Consiliului | Componența Consiliului | Componența Consiliului | Componența Consiliului |
|  | ------------------------- | ---------- | ---------------------- | ---------------------- | ---------------------- | ---------------------- | ---------------------- | ---------------------- | ---------------------- | ---------------------- |
|  | Partidul Național Liberal | 8          |                        |                        |                        |                        |                        |                        |                        |                        |
|  | Partidul Social Democrat  | 4          |                        |                        |                        |                        |                        |                        |                        |                        |
|  | Partidul Patrioților      | 1          |                        |                        |                        |                        |                        |                        |                        |                        |

## Recensământul din 1930
Componența etnică a comunei Sucevița (1930)
     Români (94,75%)
     Germani (2,35%)
     Evrei (0,7%)
     Altă etnie (2,2%)
Componența confesională a comunei Sucevița (1930)
     Ortodocși (95,55%)
     Romano-catolici (3,5%)
     Mozaici (0,7%)
     Altă religie (0,25%)
Conform recensământului efectuat în 1930, populația comunei Sucevița se ridica la 1.519 locuitori. Majoritatea locuitorilor erau români (94,75%), cu o minoritate de germani (2,35%) și una de evrei (0,7%). Alte persoane: ruși (3 persoane), ruteni (3 persoane), polonezi (3 persoane) și maghiari (5 persoane). Din punct de vedere confesional, majoritatea locuitorilor erau ortodocși (95,55%), dar existau și romano-catolici (3,5%) și mozaici (0,7%). Alte persoane au declarat: greco-catolici (2 persoane), adventiști (1 persoană), baptiști (1 persoană) și altă religie (1 persoană).

## Personalități
- Iraclie Porumbescu (1823-1896) – preot ortodox și scriitor român din Bucovina, tatăl compozitorului Ciprian Porumbescu

## Localități înfrățite
- Criva, Republica Moldova

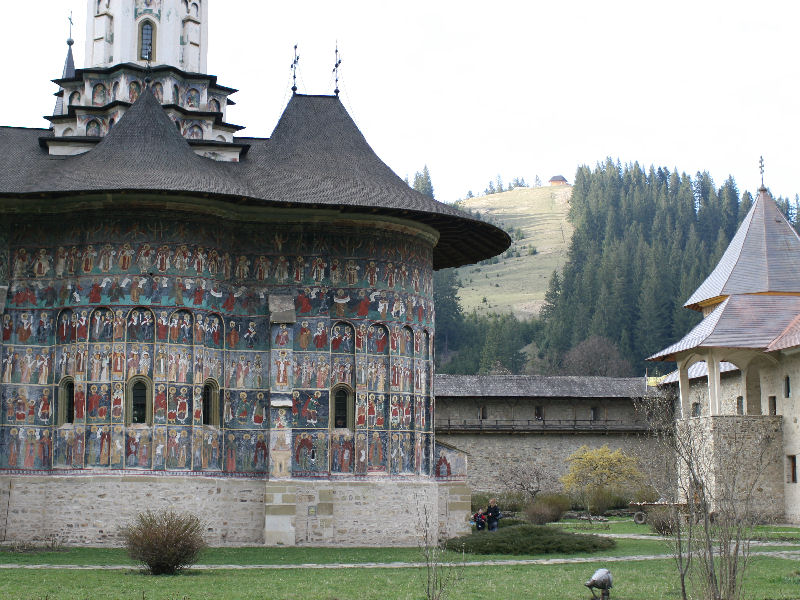
Manastirea Sucevita, monument UNESCO